# بيريلهاك
بيريلهاك (بالفرنسية: Peyrilhac)‏ هي بلدية في مقاطعة فيين العليا في منطقة أقطانية الجديدة غرب وسط فرنسا.